# Mercedes 28/95 PS
Mercedes 28/95 PS — серия легковых автомобилей немецкой автомобилестроительной компании «Daimler-Motoren-Gesellschaft», которая выпускалась в нескольких модификациях с 1914 по 1924 года. Пришла на смену флагманскому автомобилю «Mercedes 37/95 PS». Модель заложила основу традиций фирмы «DMG» в секторе эксклюзивных и мощных автомобилей и рассматривается как ещё один представитель серии спортивных автомобилей — точно так же, как модели с наддувным двигателем, которые последовали за ней (например K, S, SS, SSK и SSKL).
По мнению некоторых автомобильных исследователей, модель «Mercedes 28/95 PS» ознаменовала рождение наддувных двигателей для дорожных и гоночных автомобилей. Она стала одним из последних продуктов фирмы «DMG» до её слияния в 1926 году с предприятием Карла Бенца в единый концерн — «Daimler-Benz».

## История

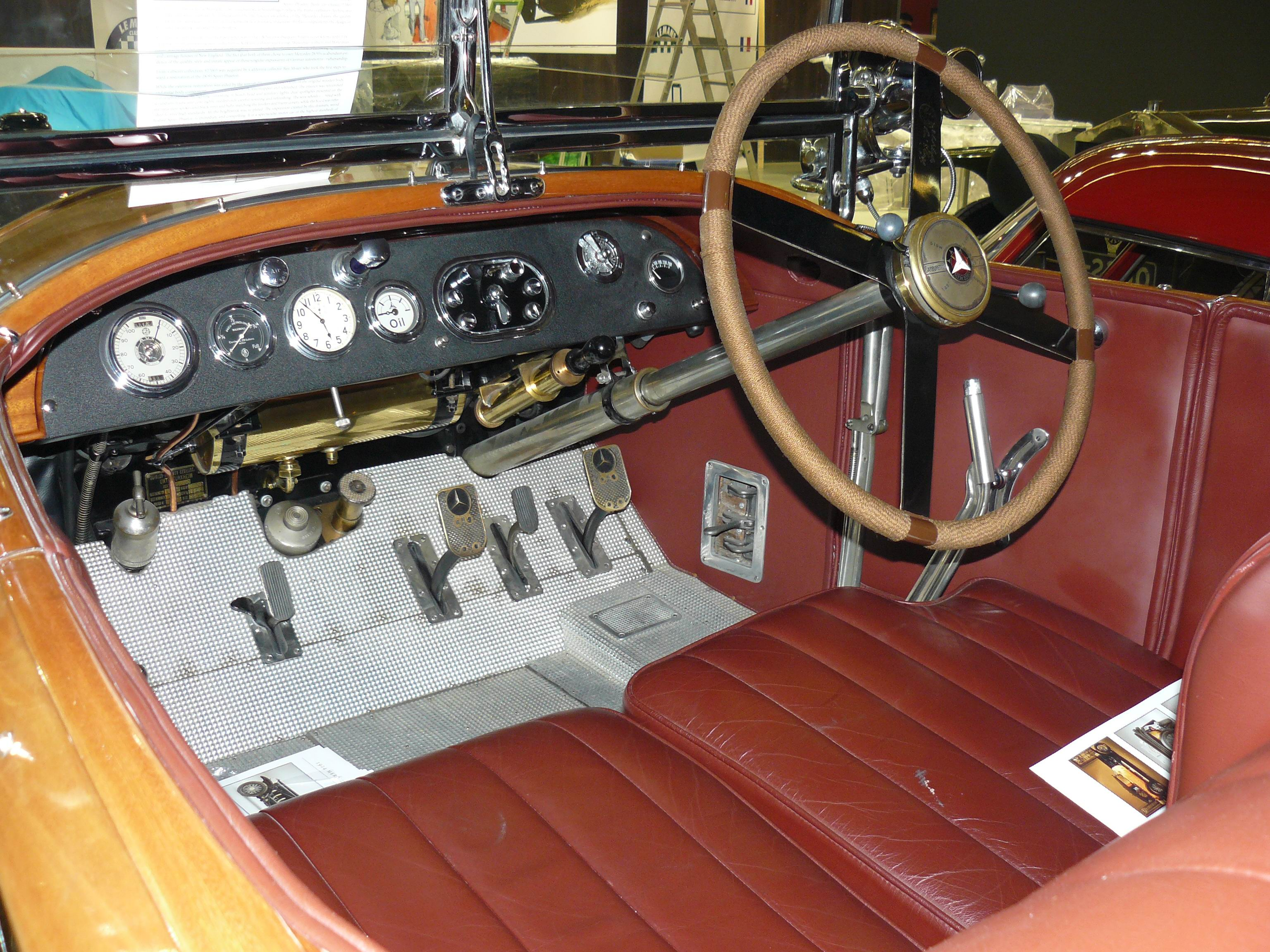
Внешний вид салона модели

Первая версия модели «Mercedes 28/95 PS» была выпущена в 1914 году с достаточно необычным и современным открытым кузовом. Автомобили оборудовались характерным заострённым V-образным радиатором с фирменной эмблемой марки, а внешние выхлопные трубы в стандартном исполнении обрамлялись в гибкие металлические шланги. Данные решения впоследствии на протяжении десятилетия применялись на топовых моделях марок «Mercedes» и «Mercedes-Benz». Помимо дизайна автомобиль выделялся и современными технологическими решениями. Так, например, впервые автомобили компании «DMG» оснащались верхним распределительным валом и клапанами, расположенными вертикально под углом (V-образно). За основу для данной конструкции был взят авиационный силовой агрегат «Daimler DF 80», который занял почётное второе место (уступив продукции конкурирующей фирмы «Benz & Cie.») в конкурсе императора Германии за лучший немецкий авиационный двигатель в 1912 году («Kaiserpreis»).
В период между 1914 и 1915 годами было выпущено всего 25 единиц модели, так как Первая мировая война наложила свои ограничения на темпы и объёмы производства. Тем не менее, после окончания вооружённого конфликта выпуск транспортных средств был снова налажен, но на этот раз уже с модифицированным двигателем. Инженер-конструктор Пауль Даймлер, занимавший должность технического директора на предприятии своего отца, воспользовался возможностью, чтобы пересмотреть конструкцию силового агрегата. Первые автомобили были представлены уже в 1920 году. В новой версии цилиндры двигателя более не формировались из стали индивидуально, а отливались парами (блоками). Клапаны, открытые до сих пор, получили крышки из легковесного металла. Топливная смесь теперь формировалась в двух карбюраторах «Pallas», каждый из которых питался тремя цилиндрами. Два впускных коллектора, снова Y-образные, были соединены друг с другом через балансировочную трубу для обеспечения равномерного распределения смеси.
Модель «Mercedes 28/95 PS» представляла собой достаточно универсальное транспортное средство, которое использовалось для ряда сценариев. Автомобиль участвовал в гоночных соревнованиях, где его надёжность и высокая производительность смогла обеспечить пилотам победы. Транспортное средство также использовалось в качестве ежедневного дорожного автомобиля для обычных водителей. Многие из выпущенных экземпляров оснащались большим и роскошным кузовом. Тем не менее, высокая стоимость автомобиля автоматически повышала статус модели, вследствие чего его покупали в основном привилегированные и состоятельные люди. Производство серии продолжалось вплоть до 1924 года. Впоследствии ему на смену пришла модель «15/70/100 PS», которая также выпускалась с 1926 года под маркой «Mercedes-Benz». Всего за время выпуска серии «28/95 PS» по данным производителя было собрано 590 экземпляров автомобилей.

## Описание

### Двигатель

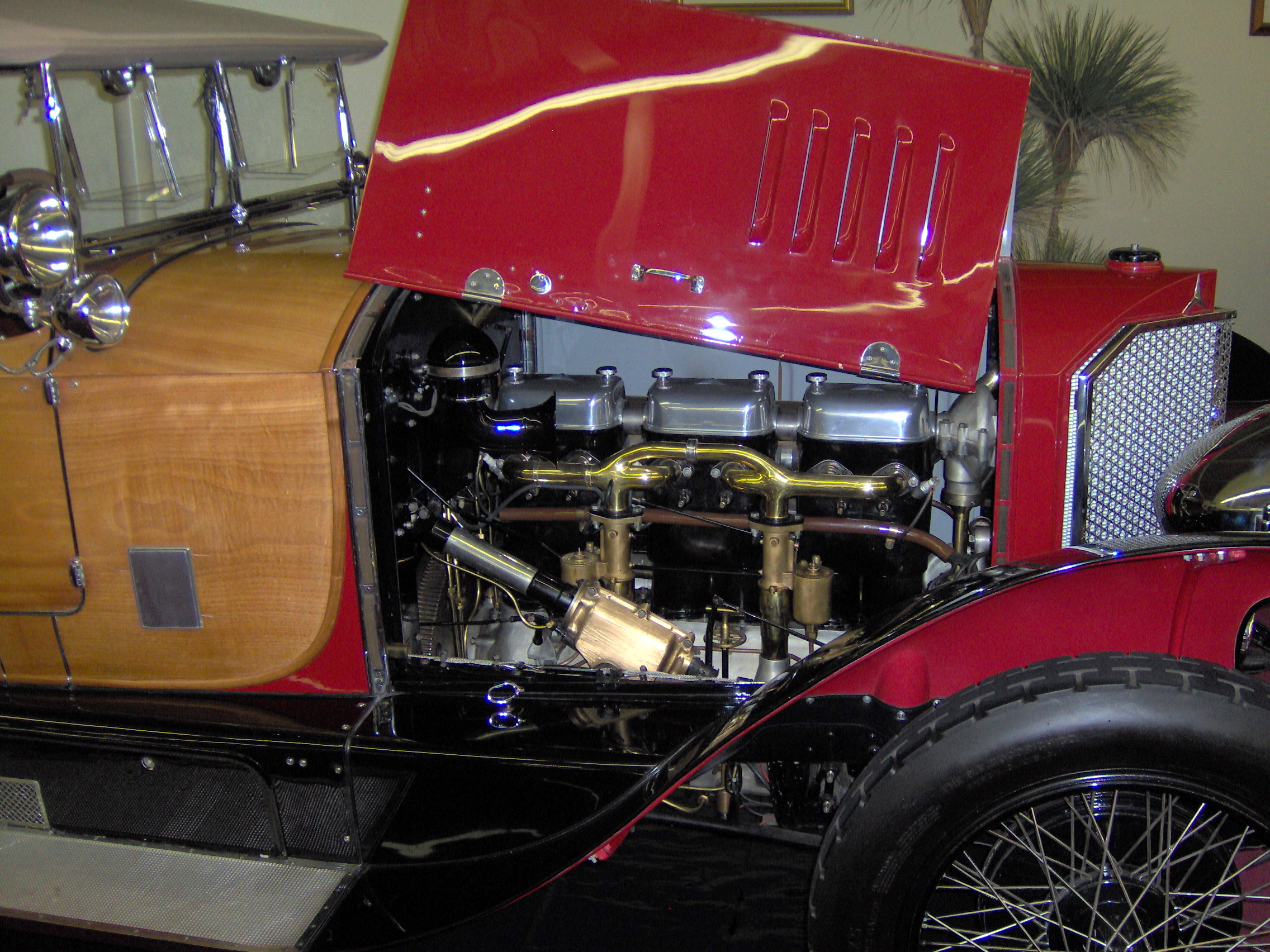
Двигатель автомобиля

Все автомобили серии оснащались четырёхтактным атмосферным рядным шестицилиндровым (L6) бензиновым двигателем внутреннего сгорания с рабочим объёмом 7280 кубических сантиметров, который располагался продольно в передней части кузова. Диаметр цилиндров составлял 105 мм, а ход поршня — 140 мм. В конструкции силового агрегата присутствовали один впускной и один выпускной клапаны (расположенные вертикально под углом), один верхний распределительный вал (управляющий клапанами) и два карбюратора фирмы «Pallas». Топливный бак объёмом 110 литров расположился под задней частью автомобиля. Мощность двигателя составляла 90—95 лошадиных сил при 1800 оборотах в минуту. При снаряженной массе в 1800 килограмм скорость разгона транспортного средства составляла 110—140 километров в час в зависимости от типа кузова, установленных колёс и шин.
После 1920 года в конструкции двигателя стали применяться литые блоки цилиндров с кожухом водяного охлаждения на каждом из них. С 1922 года карбюраторы фирмы «Pallas» были заменены на продукцию собственного производства.

### Ходовая часть
Шасси автомобиля проектировалось таким образом, чтобы на него можно было устанавливать любые заказные кузова. Рама модели была выполнена из тщательно разработанных U-образных сечений штампованной стали. Подвеска передних и задних колёс представляла собой жёсткую ось. И спереди и сзади устанавливались полуэллиптические пружины и фрикционные амортизаторы. Правостороннее рулевое управление представляло собой червячно-гаечный механизм. Мощность двигателя передавалась к задним колёсам при помощи четырёхступенчатой механической коробки передач, в конструкции которой применялась кожаная конусная муфта. Крутящий момент передавался к карданному валу, а от него — к ведущему мосту. Для остановки транспортного средства использовались механический ножной тормоз, действующий на приводной вал (с 1923 года также дополнительно воздействовал на передние колёса), а также механический ручной тормоз, который блокировал задние колёса при помощи тормозных колодок.
На автомобили устанавливались колёса с деревянными или проволочными спицами размером 875 x 105 мм спереди и 895 x 135 мм, 895 x 150 мм или 935 x 135 мм сзади (по факту могли различаться в большую или меньшую сторону в зависимости от модификации).

## Гоночная версия

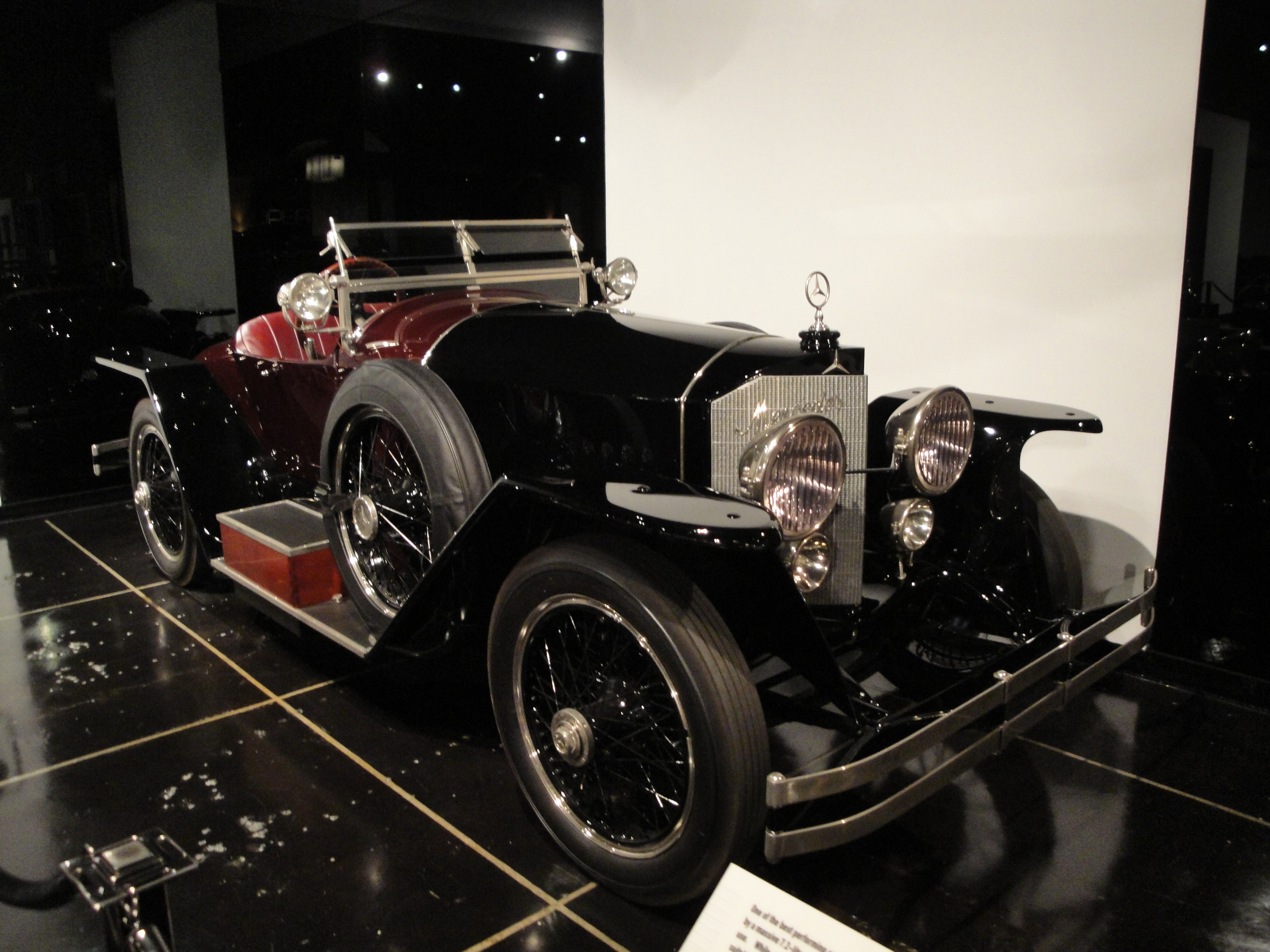
Гоночная версия для соревнований «Targa Florio»

В 1921 году компания «Daimler-Motoren-Gesellschaft» представила двухместный спортивный прототип модели «Mercedes 28/95» в кузове родстер с колёсной базой в 3063 мм и массой 1800 кг. На нём был установлен тестовый двигатель с нагнетателем (Пауль Даймлер заинтересовался ими после войны), благодаря чему автомобиль в 1922 году одержал победу в гонке «Targa Florio», в которой традиционно доминировали итальянцы. Спортивная модель принимала участие в категории серийных автомобилей с рабочим объёмом силового агрегата более 4,5 литра. Транспортным средством управлял немецкий автомобильный гонщик Макс Зайлер, который уже ранее одержал победу в категории серийных моделей на автомобиле «Mercedes 28/95 PS» с атмосферным силовым агрегатом в 1921 году.
Гоночная версия модели оснащалась четырёхтактным рядным двигателем типа M10546 с 6 цилиндрами и рабочим объёмом в 7280 см3 (диаметр цилиндра и ход поршня составляли 105 и 140 мм соответственно), который располагался продольно и вертикально в передней части транспортного средства. В конструкции силового агрегата были предусмотрены один наклонный верхний клапан на цилиндр, приводимый в действие посредством коромысла, коленчатый вал с 4 подшипниками, два карбюратора, по одной свече зажигания на цилиндр и высоковольтная система зажигания магнето производства фирмы Bosch. Порядок работы цилиндров составлял 1—5—3—6—2—4. В результате силовой агрегат обладал максимальной мощностью в 99 лошадиных сил при 1800 оборотах в минуту, а максимальная скорость составляла примерно 140 км/ч. При этом при активации компрессора производительность силового агрегата возрастала примерно на 50 %, увеличиваясь до 140 лошадиных сил.